# Makundapur
Makundapur es una ciudad censal situada en el distrito de Ganjam en el estado de Odisha (India). Su población es de 4983 habitantes (2011). Se encuentra a  46 km de Brahmapur.

## Demografía
Según el censo de 2011 la población de Makundapur era de 4983 habitantes, de los cuales 2527 eran hombres y 2456 eran mujeres. Makundapur tiene una tasa media de alfabetización del 84,85%, superior a la media estatal del 72,87%: la alfabetización masculina es del 93,50%, y la alfabetización femenina del 62,46%.